# Desmodium cajanifolium
Desmodium cajanifolium är en ärtväxtart som först beskrevs av Carl Sigismund Kunth, och fick sitt nu gällande namn av Dc. Desmodium cajanifolium ingår i släktet Desmodium och familjen ärtväxter. Inga underarter finns listade i Catalogue of Life.